# Заїмкинська сільська рада
Заї́мкинська сільська рада (рос. Заимкинский сельский совет) — муніципальне утворення у складі Дуванського району Башкортостану, Росія. Адміністративний центр — село Заїмка.
Станом на 2002 рік у складі сільської ради перебувало також селище Усть-Табаска, яке пізніше було передане до складу Аскінського району.

## Населення
Населення — 502 особи (2019, 634 в 2010, 752 в 2002).

## Склад
До складу поселення входять такі населені пункти:
| Населений пункт     | Населення, осіб (2002) | Населення, осіб (2010) |
| ------------------- | ---------------------- | ---------------------- |
| Заїмка, село        | 290                    | 220                    |
| Матавла, присілок   | 103                    | 101                    |
| Усть-Аяз, присілок  | 255                    | 227                    |
| Усть-Югуз, присілок | 104                    | 86                     |